# Église San Pier Scheraggio
L'église San Pier Scheraggio est une ancienne église de Florence, en Italie, située via della Ninna, aujourd'hui intégrée à la Galerie des Offices.

## Histoire
L'église San Pier Scheraggio était une importante église de la Florence médiévale, prieuré d'un des sestieri de la ville, qui a été en grande partie détruite en 1560 lors de la construction de la Galerie des Offices par Giorgio Vasari.
Sur la via della Ninna, les vestiges de l'église sont encore visibles (en particulier les colonnes de la nef et quelques arcs) et à l'intérieur des Offices (derrière l'ancienne billetterie), il existe encore une nef, utilisée pour des occasions spéciales et des expositions temporaires.
Le nom de l'église dérive du fossé de dégagement (schiaraggio) qui longeait les premiers murs. Consacrée en 1068, l'importante église romane n'était pas seulement utilisée pour les fonctions religieuses, mais aussi pour les réunions des conseils municipaux avant la construction du Palazzo dei Priori (le Palazzo della Signoria ou Palazzo Vecchio ). Dante Alighieri et Boccace y ont pris la parole, en particulier depuis la célèbre chaire qui se trouve maintenant dans l'église San Leonardo in Arcetri. La rosace à rayons qui décorait la façade faisait croire (ou du moins faisait semblant de croire) à la roue du carroccio pris à Fiesole pendant la guerre de 1123.
L'église à trois nefs était décorée de fresques à l'intérieur, ce qui est assez inhabituel pour un édifice roman, avec une célèbre Vierge à l'Enfant de Cimabue. La douceur de la Vierge, qui semblait tenir son fils pour l'endormir, lui a valu le surnom de Vierge de la berceuse, d'où dérive le nom encore en usage de la via della Ninna. Déjà en 1298, avec la construction du Palazzo Vecchio (à l'époque Palazzo dei Priori), l'église avait été rendue plus petite en démolissant la chapelle de la Madone de Cimabue.
Malgré son illustre passé, elle fut encore victime de transformations et de destructions, d'abord en 1410, en raison de l'élargissement de la via della Ninna, lorsque l'église perdit son collatéral nord, puis en 1560, lorsqu'elle fut incorporée au Palazzo delle Magistrature (les Offices). À cette occasion, elle perdit également le campanile, le presbytère et le petit cimetière. Cependant, elle a continué à être une église, dans les sous-sols de laquelle, par exemple, la Compagnie de Sant'Antonio Abate dei Macellari, celle de la Pietà dei Tavolaccini, celle de l'Assomption de San Pier Scheraggio, des confréries florentines, se sont réunies pendant une certaine période ; les tables basses étaient celles qui ouvraient et fermaient les portes dans les murs.
Les offices cessèrent à San Pier Scheraggio  en 1743, à l'époque de la Maison de Lorraine, l'église devenant les archives des Tribunaux.
Une plaque placée sur le mur extérieur se lit comme suit : Avanzi e vestigia / Della chiesa di San Piero a Scheraggio / Che dava nome ad uno dei sesti della città / E fra le cui mura nei consigli del popolo / Sonò la voce di Dante. pour « Restes et vestiges / De l'église de San Piero a Scheraggio / Qui a donné son nom à l'un des sestieri de la ville / Et entre les murs desquels dans les conseils du peuple / On entendit la voix de Dante ».
En 2020, une nef de San Pier Scheraggio, fait l'objet de fouilles et est redevenue visible à l'intérieur des Offices.

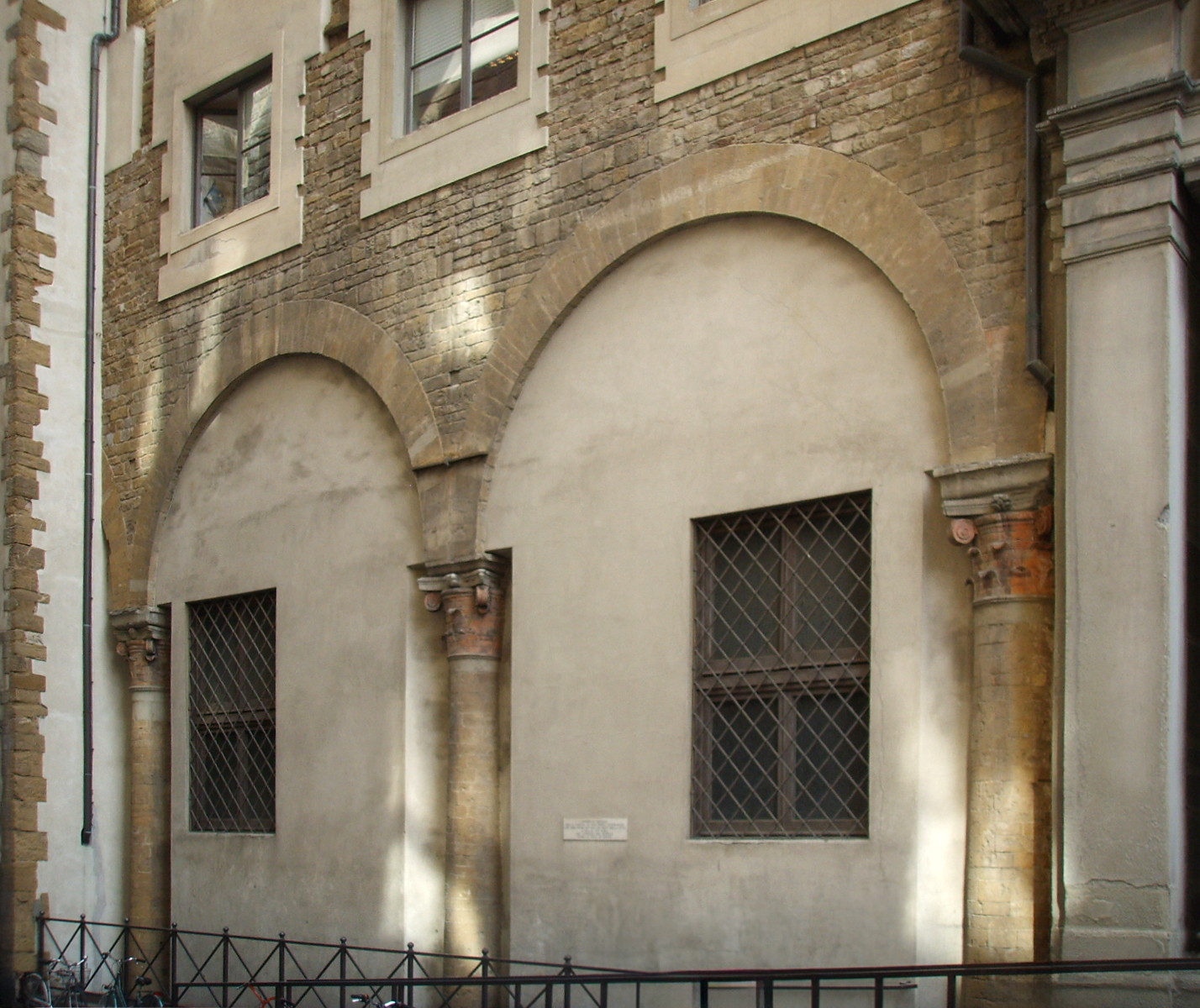
Colonnes avec chapiteaux.
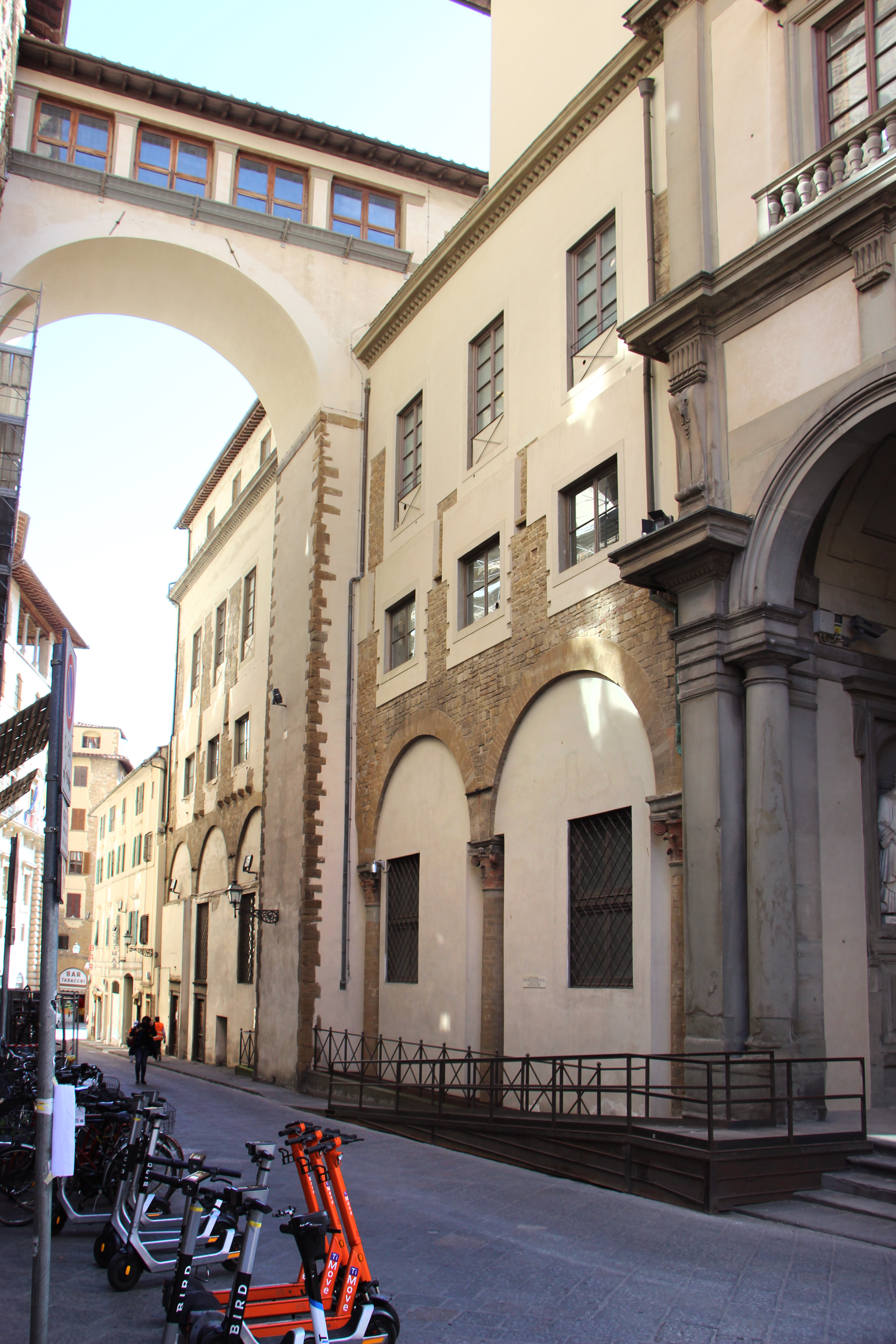
Les vestiges de l'église de la Via della Ninna.
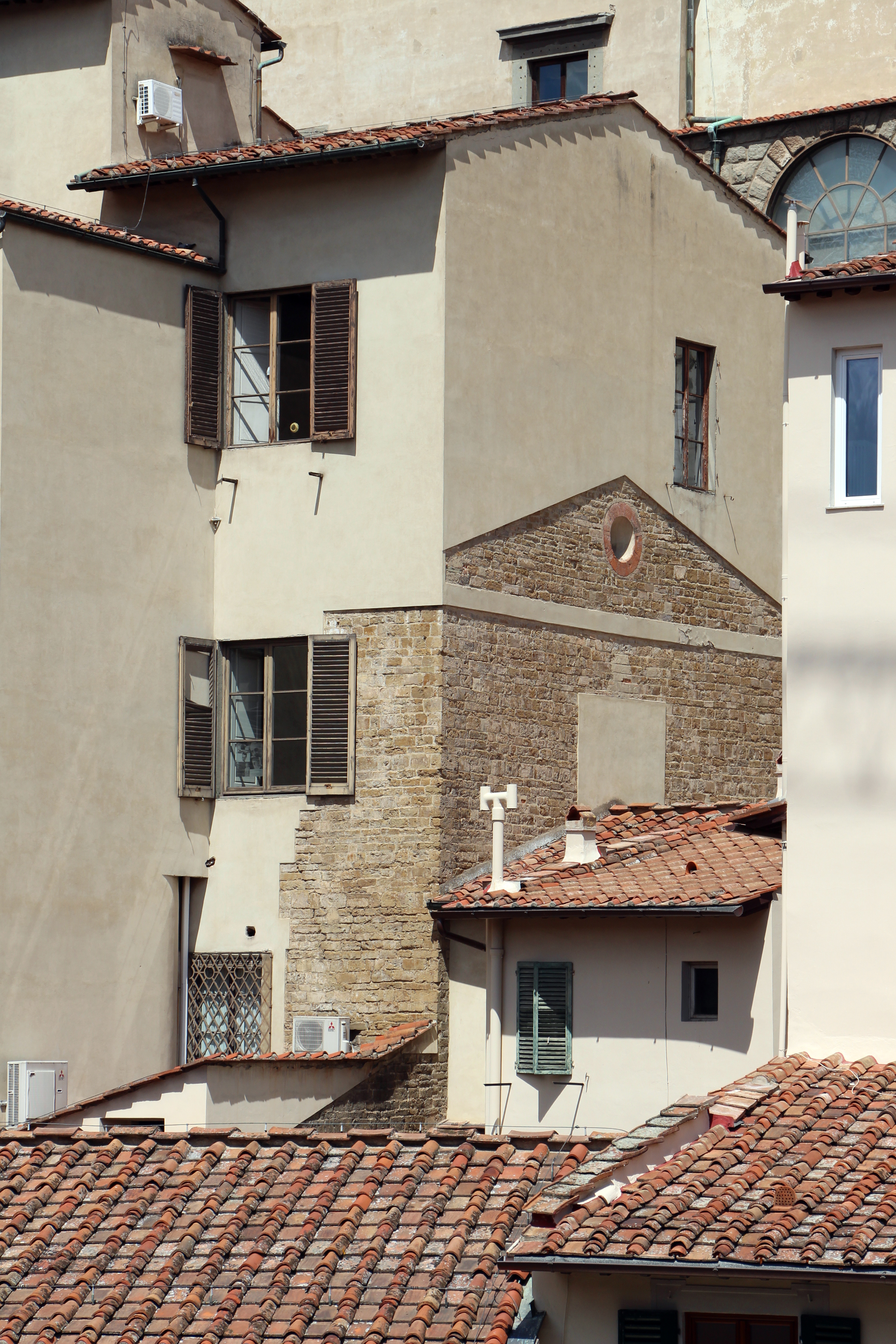
Le couronnement

## Remarques
- (it) Cet article est partiellement ou en totalité issu de l’article de Wikipédia en italien intitulé « Chiesa di San Pier Scheraggio » (voir la liste des auteurs).